# Pero rufaria
Pero rufaria là một loài bướm đêm trong họ Geometridae.